# Caprimulgus fossii
Caprimulgus fossii е вид птица от семейство Caprimulgidae.

## Разпространение
Видът е разпространен в Ангола, Ботсвана, Бурунди, Габон, Замбия, Зимбабве, Република Конго, Демократична република Конго, Кения, Малави, Мозамбик, Намибия, Руанда, Свазиленд, Танзания, Уганда и Южна Африка.